# Sven Jonsson (halv lilja)
Sven Jonsson (halv lilja) död omkring 1484, var en väpnare bosatt i Sverige. Han var son till Johan Halstensson (Halsten Peterssons ätt).
Sven Jonsson skrev sig till Dingelvik, vilket var en frälsegård, senare ett säteri i (Steneby socken).
Han gifte sig den 5 oktober 1449 på Stola med en Ingeborg Bytesdotter, troligtvis dotter till Tore Byting.

## Barn
1. Ragnhild Svensdotter (halv lilja)
2. Karin Svensdotter (halv lilja)
3. Botilla Svensdotter (halv lilja)